# 2006 en France
Chronologie de la France
- 2002
- 2003
- 2004
- 2005
- 2006
- 2007
- 2008
- 2009
- 2010

Cette page présente les faits marquants de l'année 2006 en France.

## Chronologie

### Janvier
- 10 janvier : l'Assemblée nationale et le Sénat votent à l'unanimité la création d'une commission parlementaire chargée de rechercher les causes des dysfonctionnements de la justice dans l'affaire d'Outreau.
- 13 janvier : premier mort dû à l'épidémie de chikungunya à La Réunion.
- 16 janvier : présentation du CPE par le premier ministre Dominique de Villepin, un nouveau contrat de travail prévu par la loi sur l'égalité des chances et aurait permis aux entreprises d'embaucher les jeunes de moins de 25 ans avec une période d'essai de deux ans, sur le modèle du Contrat Nouvelle Embauche (CNE) déjà entré en vigueur en 2005
- 26 janvier : Michel Platini, ex-footballeur français élu président de l'UEFA
- 28 janvier :  Amélie Mauresmo tenniswomen française, remporte son premier Grand Chelem à l'Open d´Australie

### Février
- 6 février : présentation de la première greffée du visage, Isabelle Dinoire à l'hôpital d'Amiens
- 7 février : premier mouvement contre le CPE, qui durera deux mois
- 11 février : le président socialiste de la région Languedoc-Roussillon, Georges Frêche, s'emporte publiquement contre des harkis qu'il traite de "sous-hommes". Le PS le suspend pour deux ans des instances nationales
- 13 février : Ilan Halimi est découvert agonisant dans l'Essonne, après avoir été séquestré durant plus de trois semaines par le "Gang des Barbares" à cause de son appartenance à la religion juive
- 24 février : premier cas en France de grippe aviaire dans un élevage de Versailleux dans l'Ain

### Mars
- 28 mars : l'affaire Clearstream 2 : deux juges enquêtent pour "dénonciation calomnieuse" dans une affaire mettant en cause des personnalités politiques, dont Nicolas Sarkozy. Selon des listings envoyés à la justice par courriers anonymes, elles auraient dissimulé des comptes à l'étranger via la société financière luxembourgeoise Clearstream. Mais les documents bancaires se sont révélés truqués. Michèle Alliot-Marie, alors ministre de la défense doit être entendue comme témoin, tout comme Dominique de Villepin.

### Avril
- 2 avril : Alcatel et l'américain Lucent Technologies fusionnent
- 10 avril : Dominique de Villepin enterre définitivement le projet du CPE, après deux mois de mobilisations nationales

### Mai
- 10 mai : la France célèbre pour la première fois de son histoire l'abolition de l'esclavage, à l'initiative du président Jacques Chirac
- 16 mai : scandale après l'amnistie décidée par Jacques Chirac de Guy Drut, condamné en 2005 à 15 mois de prison avec sursis dans l'affaire des marchés publics d'Île-de-France

### Juin
- 2 juin : inauguration officielle de Minatec à Grenoble.
- 14 juin : Airbus annonce de nouveaux retards dans la livraison de l'A380, le titre EADS chute en bourse
- 20 juin : Jacques Chirac inaugure le Musée du quai Branly à Paris, sur les Arts Premiers
- 25 juin : après d'âpres négociations, mariage entre le groupe indien Mittal Steel et le groupe français de sidérurgique Arcelor
- 25 juin : Olivier Besancenot officiellement candidat à l'élection présidentielle de 2007 pour la LCR
- 27 juin : l'équipe de France de football bat l'Espagne 3 buts à 1 en 1/8e de finale du mondial 2006 de football se déroulant en Allemagne
- 27 juin : Émile Louis condamné à la prison à perpétuité pour l'assassinat de 7 jeunes filles dans l'Yonne dans les années 1970
- 29 juin : Serge July, PDG du journal Libération, démissionne, sous la demande d'Édouard de Rothschild. Le titre est menacé

### Juillet
- 1er juillet : l'équipe de France de football bat le Brésil 1 but à 0 en 1/4 de finale du mondial 2006 de football et accède aux 1/2 finales
- 5 juillet : l'équipe de France de football bat le Portugal 1 but à 0 en 1/2 finale du mondial 2006 de football
- 6 juillet : Amélie Mauresmo remporte son deuxième titre du Grand Chelem à Wimbledon
- 9 juillet : l'équipe de France de football perd en finale du mondial de football face à l'Italie (1-1 à l'issue du match, 5 tirs au but à 3). Exclusion de Zinédine Zidane sur un coup de tête
- 15 juillet : la France évacue ses ressortissants du Liban, après le déclenchement des hostilités entre le Hezbollah et Israël
- 18 juillet : Dominique Voynet officiellement candidate des Verts à l'élection présidentielle de 2007
- 19 juillet : 
  - Décès de Pascal Renwick, acteur et doubleur vocal français (° 7 décembre 1954) et du cinéaste français Gérard Oury (° 29 avril 1919).

### Août
- 1er août : promulgation de la loi DADVSI (Droit d'auteur et droits voisins dans la société de l'information) après un long débat public et parlementaire et une saisine du Conseil constitutionnel, qui déclare alors le droit d'auteur et les droits voisins comme dotés d'une valeur constitutionnelle, en les rattachant au droit de propriété.
- 31 août : interdiction de consommer des huîtres d'Arcachon à la suite du décès de deux personnes. Interdiction levée le 14 septembre, les décès étant étrangers aux huîtres

### Septembre
- 1er septembre : entrée en vigueur du nouveau code des marchés publics
- 7 septembre : Norwegian Cruise Line commande deux paquebots aux Chantiers de l'Atlantique pour un montant de 1,4 milliard d'euros
- 27 septembre : Lionel Jospin renonce à déposer sa candidature pour l'élection présidentielle de 2007
- 28 septembre : PSA annonce la suppression de 7 000 à 8 000 emplois en France

### Octobre
- 3 octobre : Ségolène Royal, Dominique Strauss-Kahn et Laurent Fabius annoncent leur candidature aux primaires socialistes. Jack Lang rallie Ségolène Royal
- 3 octobre : l'Assemblée Nationale vote la privatisation de GDF. Les 150 000 amendements déposés ont tous été rejetés.
- 10 octobre : affaire des bébés congelés : Jean Louis Courjault et Véronique Courjault sont mis en examen, respectivement pour complicité d'assassinat et assassinat, à la suite de la découverte de leurs bébés congelés dans leur appartement de Séoul. La mère est écrouée après avoir avoué un troisième infanticide, en 1999 en France.
- 12 octobre : l'Assemblée nationale vote l'interdiction, sous peine d'emprisonnement, de négation du génocide arménien, ce qui provoque des tensions avec la Turquie
- 23 octobre : début de la série télévisée d'animation pour enfants de Grabouillon, diffusée sur France 5.
- 30 octobre : la SNCF choisit Bombardier pour la construction de 112 trains de banlieue parisiens. Alstom, candidat malheureux, passe un contrat de sous-traitance avec Bombardier

### Novembre
- 10 novembre : l'INSEE annonce une croissance nulle au troisième trimestre 2006
- 16 novembre : un décret annonce l'interdiction de fumer dans les lieux publics à partir du 1er février 2007 puis le 1er janvier 2008 pour les cafés, discothèques et restaurants
- 17 novembre : après de nombreux débats télévisés, Ségolène Royal remporte les primaires du PS pour l'élection présidentielle de 2007 avec 60,62 % des voix socialistes.
- 23 novembre : un supporter du PSG est tué par un policier tentant de protéger un supporter du Hapoël Tel-Aviv à la suite du match.
- 29 novembre : Nicolas Sarkozy est officiellement candidat à l'élection présidentielle de 2007 et prône la « rupture ».

### Décembre
- 7 décembre : lancement sur internet de France 24, première chaîne d'information internationale en continu représentant la France à l'étranger
- 15 décembre : mise en service du tramway de Paris.
- 29 décembre : baisse de la fiscalité de 7,5 milliards d'euros.

## Transports
- Le permis de conduire a été retiré à près de 90 000 automobilistes, désormais interdits de conduire.

## Économie
- Chômage stable à 8,8 %, 2,5 % de croissance du PIB.

### Société
- Après 6 mois de débats, la commission d'enquête parlementaire sur l'affaire d'Outreau rend ses conclusions :
  - réformer le régime de la garde à vue
  - rendre les enquêtes du parquet plus contradictoires
  - limiter la détention provisoire
  - limiter l'exercice des fonctions judiciaires isolées
  - créer la collégialité de l'instruction
  - refonder la chambre de l'instruction
  - garantir l'accès au dossier
  - améliorer la qualité des expertises
  - mieux protéger les intérêts des enfants
  - redéfinir les conditions du recueil des déclarations des enfants
  - repenser la gestion des carrières des magistrats
  - responsabiliser les magistrats
  - responsabiliser les médias
  - rendre compte de la politique pénale devant le parlement
  - doter la justice de moyens dignes de sa mission

### Cinéma

#### Films français sortis en 2006
- 5 avril : Enfermés dehors
- 26 avril : Camping
- 28 juin : Nos jours heureux
- 19 juillet : Ils
- 18 octobre : L'École pour tous
- 13 décembre : Arthur et les Minimoys

#### Autres films sortis en France en 2006
- 22 mars : Romanzo criminale, film italien de Michele Placido.
- 2 août : Arrivederci amore, ciao, film italien de Michele Soavi.

#### Prix et récompenses
- César du meilleur film : De battre mon cœur s'est arrêté, de Jacques Audiard
- Prix Jean-Vigo : Le Dernier des fous, de Laurent Achard

## Principaux décès
- 10 janvier : Philippe Dumat, 80 ans, acteur de doublage français
- 14 février : Darry Cowl, musicien et comédien.
- 30 avril : Jean-François Revel, journaliste et essayiste.
- 24 mai : Claude Piéplu, 83 ans, acteur français
- 15 juin : Raymond Devos, humoriste.
- 19 juillet : 
  - Pascal Renwick, 51 ans, acteur français, spécialisé dans le doublage
  - Gérard Oury, 87 ans, cinéaste français.
- 23 novembre : Philippe Noiret, 76 ans, acteur français
- 1er décembre : Claude Jade, 58 ans, actrice française